# Cattedrale di Angra do Heroísmo
La cattedrale del Santissimo Salvatore (in portoghese: Sé Catedral de Angra) è la cattedrale cattolica di Angra do Heroísmo, nell'isola di Terceira, dell'arcipelago delle Azzorre, in Portogallo, e sede della diocesi di Angra.

## Storia
Un primo edificio fu edificato dal 1461 al 1496. Piccolo per l'aumento della popolazione e la creazione della Diocesi di Angra nel 1534, il Consiglio Comunale presentò richiesta per la costruzione di una nuova cattedrale da edificare nello stesso luogo. Nel 1536 il vescovo di Angra presentò richiesta al re Giovanni III del Portogallo, ma solo il 10 gennaio del 1568, sotto il regno di Enrico I del Portogallo, la Corona decise di finanziare la costruzione della nuova cattedrale a sue spese.
I lavori ebbero inizio il 18 novembre del 1570, su progetto iniziale in stile manierista dell'architetto Luís Gonçalves Cotta, cui poi si aggiunsero altri professionisti, tra cui João de Carvalho, e si protrassero nei secoli successivi. Durante i lavori che iniziarono dalla cappella e dalle navate, la vecchia chiesa continuò a funzionare come luogo di culto. I primi interventi riguardarono la facciata, poi, furono sistemati il chiostro (XVII secolo), e la sacrestia (XVIII secolo), a completamento dell'edificio, infine vennero aggiunti due campanili (1782), successivamente furono aggiunte quattro cappelle. Il tempio, sempre in stile manierista fu riconsacrato nel 1808.
Il terremoto del 1980 ha causato ingenti danni all'edificio. Durante i lavori di restauro, il 25 settembre del 1983, si verificò il crollo di una delle torri, e due anni dopo, il 25 novembre del 1985, un grande incendio distrusse diversi arredi interni, l'organo a canne ed il soffitto a cassettoni.

## Descrizione

### Esterno
La cattedrale è un esempio mirabile dell'architettura Chao portoghese che fu a sua volta pesantemente influenzata dal pensiero estetico postmanuelino. Orientata verso nord, presenta una facciata simmetrica con due campanili ai lati, un portico a tre arcate con due pannelli in bronzo e in alto una croce (1834). La porta centrale è protetta da un vetro istoriato (1996) di Cristina Dores. La chiesa si caratterizza per le molte campane: due al centro della facciata, quattro nel campanile est di cui una del 1714, 19 a formare un carillon nel campanile ovest, e tre campane nella parte absidale (la più antica del 1782).

### Interno
L'interno è a tre navate, senza transetto, con tre cappelle in fondo e l'abside con colonne doriche. In una navata si trova il battistero con piastrelle manieriste che rappresentano la Circoncisione di Gesù e l'Adorazione dei Magi. Alla fine della navata è localizzato l'accesso ai campanili e al coro che sono sormontati da piastrelle che rappresentano l'Ultima Cena e la Santissima Trinità. Nel coro, organo (1994) di Dinarte Machado.
Nelle cappelle, interessanti l'Altare delle Anime (1649) di Leonardo de Sotto Mayor, che presenta piastrelle con la Trinità, la Vergine Maria e San Domenico e l'altare di Nostra Signora degli Angeli, con un dipinto dell'Immacolata Concezione (XVII secolo).
Nella cappella del Signore degli Afflitti notevoli sono le sculture dell'altare (1706) che rappresentano il Calvario, la Vergine Maria e San Giovanni. Nella cappella di Nostra Signora del Rosario è presente un'immagine di San Giuseppe e il Sacro Cuore di Gesù (1920). Nella cappella del Santissimo Sacramento, tabernacolo in argento (inizio del XVIII secolo). La Cappella della Madonna di Lourdes contiene la sepoltura di Pero Anes do Canto (morto nel 1556). Nella cappella di Santo Stefano interessante la statua del santo Stefano e una libreria intarsiata in palissandro e avorio.
Nella Cappella di San Pietro in Vincoli, con i muri interamente decorati (1631), rimane una placca commemorativa (1604) e, al centro della tavola dell'altare l'immagine barocca di San Pietro in Catene.
Nel presbiterio, coro in legno (1534) e, nell'arco trionfale di accesso, stemmi reali. Il retablo dell'altare maggiore (XVII secolo), in legno di ginepro, presenta figure dipinte del Vangelo e, al centro, il Salvatore. Nel coro, invece, ci sono tre altari: nei due laterali statue di San Luigi e Santa Elisabetta che fiancheggiano la croce.
Dall'ambulatorio del presbiterio in cui si nota un crocifisso (XVIII secolo) e due quadri raffiguranti San Luigi re di Francia e Sant'Isabella del Portogallo, si accede alla Sacrestia, con ritratti di vescovi (1872), un antico mobile in palissandro, un altare in pietra con crocifisso barocco, nel pavimento, la sepoltura di Deão Francisco Burquó Del Rio (morto nel 1745) e sui muri.